# Alexandre Brongniart
Alexandre Brongniart (Paris, 10 de fevereiro de 1770 – 7 de outubro de 1847) foi um químico, mineralogista, geólogo, paleontólogo e zoólogo francês.
Junto de Georges Cuvier, Brongniart fez um levantando geológico de toda a região de Paris que foi pioneiro na época. Ao observar fósseis bem como a estratigrafia, ele classificou as formações terciárias e foi responsável por definir os estudos geológicos do século XIX como um tópico científico, reunindo observações e classificações.
Brongniart foi também o fundador do Musée national de Céramique-Sèvres (Museu Nacional da Cerâmica), tendo sido diretor da Fábrica de Porcelana de Sèvres de 1800 a 1847.

## Biografia
Brongniart nasceu em Paris, em 1770. Era filho de Alexandre Théodore Brongniart (1739-1813), arquiteto que construiu o Palácio da Bolsa e de Anne-Louise Degremont; e sobrinho de Antoine-Louis Brongniart (1742-1804), químico do  Museu Nacional de História Natural de Paris e pai de Adolphe Theodore Brongniart (1801-1876), médico e botânico.

## Carreira
Estudou na École des Mines antes de se transferir para a École de Médecine. Foi assistente de seu tio, Antoine-Louis, professor de química em Jardin des Plantes, o que o fez ter gosto pela disciplina e o fez se interessar mais intensamente pela ciência. Interessou-se muito cedo pelas ciências naturais e participou da fundação, em 1788, da "Sociedade Filomática". Trabalhou nos Pirenéus como farmacêutico assistente e retornou a Paris em 1794.
Tornou-se  engenheiro de minas em 1794, professor de história natural na "Escola Central das Quatro-Nações" em 1796 e, em seguida, sucedeu o professor René Just Haüy (1743-1822) na cadeira de mineralogia do Museu Nacional de História Natural, em Paris.
Em 1800, após a publicação da sua obra, Mémoire sur l'Art de l'émailleur, Claude Berthollet nomeou-o diretor da Manufatura de porcelana de Sèvres, posto que conservou até à sua morte em 1847. Como diretor de manufatura de Sèvres, renovou e aperfeiçoou a indústria da pintura sobre vidro, e criou o "Museu cerâmico", incluindo a publicação da obra Description com Denis Désiré Riocreux (1791-1872)).
Em 1807, publicou Traité élémentaire de minéralogie, que rapidamente se tornou um clássico sobre o assunto. Após a publicação em 1810 de  Essai sur la géographie minéralogique des environs de Paris redigiu em parceria com Georges Cuvier, em 1812, Description géologique des environs de Paris, republicado em  1822. Como consequência dos seus trabalhos na bacia parisiense, Brongniart  criou a paleontologia estratigráfica: os fósseis desempenham um papel de marcador na cronologia relativa dos terrenos sedimentares. Precisou esta cronologia e, em especial, a subdivisão dos terrenos terciários, numa obra publicada em 1829: Tableau des terrains qui composent l'écorce du globe - essai sur la structure de la partie connue de la Terre.
O nome de Alexandre Brongniart é também associado ao termo ofiolito (do grego "ophis", serpente), que empregou em 1813 para designar uma rocha cujo aspecto evocava a pele das serpentes. Atualmente, este termo não designa mais somente a rocha (rebatizada de serpentina), porém um complexo de rochas características de uma litosfera oceânica carregadas sobre um continente devido a um fenômeno de convergência de duas placas tectônicas que é composto, em parte, de serpentinas.
Entrou em 1815 no Instituto da França e na Academia das Ciências da França. Escreveu vários tratados sobre mineralogia, artes da cerâmica e, também, um estudo extenso sobre as trilobitas. Publicou com  Anselme Gaëtan Desmarest em 1832 a Histoire naturelle des crustacés fossiles, e em 1844, o Traité des arts céramiques ou des Poteries, em dois volumes com atlas; uma obra capital que resume as pesquisas efetuadas durante toda a sua vida.
A mineralogia não foi o seu único campo de interesse. Brongniart também se interessou pela zoologia. Deve-se a ele a divisão dos répteis em quatro ordens: os Saurias, os Anfíbios, os Anapsidas e os ofídios.
Foi eleito para a American Philosophical Society em 1819 e membro estrangeiro da Academia Real das Ciências da Suécia em 1823.

## Vida pessoal
Casou-se com Cecile Coquebert de Montbret (1782–1862), filha do cônsul francês na Inglaterra, com quem teve três filhos. Um de seus filhos, Adolphe Brongniart (1801-1876) foi um importante e reconhecido paleobotânico e os genros, Victor Audouin (1797-1841) foi naturalista e Jean-Baptiste Dumas (1800-1884) foi químico.

## Morte
Brongniart morreu em 7 de outubro de 1847, em Paris, aos 77 anos.